# ティー ワイ エンタテインメント
株式会社ティー ワイ エンタテインメント (T.Y.Entertainment Inc.) は、日本の音楽出版会社である。

## 概要
主にアニメやゲームに関連したCD・DVDを企画・制作する。販売はCDをキングレコードに、DVDをポニーキャニオンにそれぞれ委託している。
2006年4月1日にアイシーアベニュー音楽出版から商号を変更して設立、インデックス・ホールディングス全額出資の完全子会社（同じく子会社である現インターチャネル・ホロンの出資を含む）として発足した。従来NECアベニュー・インターチャネルが営んだ音楽・映像事業を継承する。アニメ・ゲーム・キッズ向けをターゲットとした音楽・映像ソフトを販売し、インデックスグループの音楽・映像事業の中核としてインデックスが得意としていたモバイルコンテンツや、グループ会社であったタカラトミー、マッドハウス、タツノコプロなどの各種作品とシナジー効果も期待された。
インデックス・グループは経営方針を見直し、音楽関連事業について2008年7月3日に開催されたインデックス・ホールディングスの経営会議で同社株式の売却を発表し、2008年8月15日にティー ワイ リミテッド傘下となり社名が変更された。
2013年4月にドリーミュージック関連会社のドリーミュージックパブリッシングの新設レーベル『FEEL MEE』へ音楽レーベル事業を譲渡し、音楽出版事業等を扱う会社となった。

## 沿革
- 1987年：NECグループのレコード会社としてNECアベニューを設立する。販売元はナガオカから日本コロムビアへ移管する。
- 1998年：NECインターチャネルから旧NECアベニューの全事業を譲受して各種資産を継承する。関連会社のNECアベニュー音楽出版は存続する。
- 2004年：インデックスがNECインターチャネルを買収してNECグループから脱退する。社名をインターチャネルに変更する。
- 2005年：NECアベニュー音楽出版はアイシーアベニュー音楽出版に社名を変更し、インターチャネルの音楽・映像ソフト事業を継承する。
- 2006年：インデックスが株式を100%取得して同社の子会社となり、社名をインデックスミュージックに変更する。
- 2008年：インデックス・ホールディングスは全保有株式を依田巽がオーナーティー ワイ リミテッドへ売却し、当社はティー ワイ エンタテインメントとなる。
- 2013年4月：ドリーミュージック関連会社のドリーミュージックパブリッシングに音楽レーベル事業を移管する[1]。

## 主な取扱作品
- デジモンシリーズ（セイバーズまで）
- Cosmic Baton Girl コメットさん☆
- 金色のガッシュベル!!
- トランスフォーマー カーロボット
- トランスフォーマー スーパーリンク
- テニスの王子様
- レジェンズ 甦る竜王伝説
- セサミストリート
- ふしぎ星の☆ふたご姫
- おねがいマイメロディ
- ゲゲゲの鬼太郎（第5作）（2008年3月まで）
- 美少女戦麗舞パンシャーヌ 奥様はスーパーヒロイン!
- 素敵探偵ラビリンス
- 超神ネイガー関連

前述の通り、3度にわたる事業譲渡を繰り返したが、ソフトの販売事業はそのまま引き継がれたため、初期のデジモンシリーズのアルバムなど20年近く販売され続けているCDの場合、同一の型番のまま、ジャケットや帯のロゴがNECインターチャネルのもの、インデックスミュージックのもの、ティーワイエンタテインメントのもの、FEEL MEEのものと、4種類のバージョンが存在するものがある。

## FEEL MEEレーベル所属アーティスト
- スワベジュンイチ（声優の諏訪部順一によるアーティストプロジェクト）
- 高橋広樹
- AiM（前田愛）
- 宮崎歩
- ちほP
- テニスの王子様の声優ユニット
  - 青酢（『テニスの王子様』キャラクターユニット）
  - キャップと瓶（『テニスの王子様』キャラクターユニット）
  - プルタブと缶（『テニスの王子様』キャラクターユニット）
  - 青と瓶と缶（『テニスの王子様』キャラクターユニット）
  - GIGS（『テニスの王子様』キャラクターユニット）
- 松本梨香
- 水木一郎
- ALCA
- Lia
- UZA
- 寺島惇太

### 活動低下（近年リリースなし）
- Kimeru
- WhiteFlame
- あさりど
- 川本成
- 近藤薫
- 三人サイトー

## かつて所属していたアーティスト
- 小松里賀
- 乙JAPAN（アニラジ番組「集英学園乙女研究部」から生まれた諏訪部順一と鈴木達央による声優ユニット。2008年6月に同番組終了と共に活動終了）
- 河野陽吾
- 小森まなみ（歌手活動休止）
- 谷本貴義（日本コロムビアに移籍）
- 千綿偉功（移籍）
- ナナカナ（井ノ上奈々と酒井香奈子による声優ユニット。2009年に自然消滅）
- milk rings
- 和田光司（故人）